# APN
APN（英語: Access Point Name（アクセス・ポイント・ネーム）の略語）とは、携帯電話ネットワークのデータ通信で必要になる接続先を指定する識別子の事。

## 概要
プロバイダーの接続サービス毎に固有の名前を持っている。仮想移動体通信事業者（MVNO）の接続においても使用事業者の識別に使われている。APNに対するユーザ名・パスワード、認証方式など認証と接続に必要な情報をスマートフォン等、データ通信を行う端末に登録し、プロバイダーへの接続に使用する。

## 携帯電話事業者・PHS事業者とAPN
携帯電話事業者・PHS事業者の販売するスマートフォン・タブレット・データ通信端末には、ほとんどの場合、あらかじめ自社の提供するプロバイダーのAPNが認証情報とともに登録されている。端末を購入したユーザーは、後でAPNをMVNOの提供するものに書き換えてMVNOの回線・プロバイダーを使用することができるが、日本においては事業者の端末でテザリングを行うとAPNが自社の提供するプロバイダーのAPNに固定されるいわゆる、APNロックが問題だと指摘されている。また回線契約と端末・APNとの束縛が強くAPNの選択肢がほとんど無いばかりか、携帯電話事業者・PHS事業者が提供する端末以外での、届出以外の端末の使用においては別途料金が発生する場合がある。